# Kamienica Rynek-Ratusz 14 we Wrocławiu
Kamienica Rynek-Ratusz 14 – zabytkowa kamienica na wrocławskim Rynku, w północnej pierzei tretu tzw. stronie rymarzy lub stronie złotników.
Większość kamienic znajdujących się w północnej pierzei tretu ma rodowód sięgający XV–XVII. Pierwotnie były to parterowe drewniane kramy, a następnie piętrowe murowane pomieszczenia mieszkalne przylegające do dwukondygnacyjnej murowanej ściany północnej smatruza. Z biegiem kolejnych lat pomieszczenia przekształcono w wielopiętrowe kamienice. Po 1824 roku, kiedy to zlikwidowano smatruzy, właściciele kamienic z tej strony wykupili od miasta za kwotę 21 000 talarów jej tereny i przedłużyli swoje budynki na południe. Zachowane z tego okresu zabudowania mają cechy architektury późnoklasycystycznej.
Działania militarne podczas II wojny światowej częściowo zniszczyły pierzeję północną. Jej odbudowa została opracowana w 1954 roku przez profesora Edmunda Małachowicza w Pracowni Konserwacji Zabytków przy udziale prof. Stanisława Koziczuka, Jadwigi Hawrylak i Stefana Janusza Müllera.

## Historia kamienicy
Pierwszy budynek miał 7 metrów szerokości, a jego forma powstała ok. 1740 roku (według Brzezowskiego w pierwszej tercji XVIII wieku). Budynek był trzyosiowy, czterokondygnacyjny z dwukondygnacyjnym szczytem i barokową fasadą. W 1825 roku budynek przebudowano i dobudowano piątą kondygnację z okapem. Na fasadzie, przez trzecie i czwarte piętro przechodziły pilastry w porządku korynckim. Okna na pierwszym piętrze zakończone były łukiem.

## Po 1945
W 1945 roku kamienica uległa całkowitemu zniszczeniu. Została odbudowana w ok. 1954 roku, według projektu Anny Fus-Zaorskiej. Nowy budynek jest czterokondygnacyjny z okapem, a fasada ozdobiona jest detalami nawiązującymi do tych z XVII wieku.